# Grand Prix Formule 1 van Groot-Brittannië 1956
De Grand Prix Formule 1 van Groot-Brittannië 1956 werd gehouden op 14 juli op het circuit van Silverstone. Het was de zesde race van het seizoen.

## Uitslag
| Pos. | Nr. | Coureur                                | Constructeur   | Rondes | Tijd / Oorzaak uitval | Grid | Punten |
| ---- | --- | -------------------------------------- | -------------- | ------ | --------------------- | ---- | ------ |
| 1    | 1   | Juan Manuel Fangio                     | Ferrari        | 101    | 2:59:47.0             | 2    | 8      |
| 2    | 4   | Alfonso de Portago Peter Collins       | Ferrari        | 100    | +1 Ronde              | 12   | 3      |
| 3    | 8   | Jean Behra                             | Maserati       | 99     | +2 Rondes             | 13   | 4      |
| 4    | 21  | Jack Fairman                           | Connaught-Alta | 98     | +3 Rondes             | 21   | 3      |
| 5    | 31  | Horace Gould                           | Maserati       | 97     | +4 Rondes             | 14   | 2      |
| 6    | 11  | Luigi Villoresi                        | Maserati       | 96     | +5 Rondes             | 19   |        |
| 7    | 9   | Cesare Perdisa                         | Maserati       | 95     | +6 Rondes             | 15   |        |
| 8    | 10  | Paco Godia                             | Maserati       | 94     | +7 Rondes             | 25   |        |
| 9    | 15  | Robert Manzon                          | Gordini        | 94     | +7 Rondes             | 18   |        |
| 10   | 3   | Eugenio Castellotti Alfonso de Portago | Ferrari        | 92     | +9 Rondes             | 8    |        |
| 11   | 26  | Bob Gerard                             | Cooper-Bristol | 88     | +13 Rondes            | 22   |        |
| NF   | 7   | Stirling Moss                          | Maserati       | 94     | As                    | 1    | 1S     |
| NF   | 16  | Harry Schell                           | Vanwall        | 87     | Benzinesysteem        | 5    |        |
| NF   | 20  | Desmond Titterington                   | Connaught-Alta | 74     | Motor                 | 11   |        |
| NF   | 17  | Maurice Trintignant                    | Vanwall        | 74     | Benzinesysteem        | 16   |        |
| NF   | 14  | Hernando da Silva Ramos                | Gordini        | 71     | As                    | 26   |        |
| NF   | 2   | Peter Collins                          | Ferrari        | 64     | Oliedruk              | 4    |        |
| NF   | 28  | Roy Salvadori                          | Maserati       | 59     | Benzinesysteem        | 7    |        |
| NF   | 24  | Tony Brooks                            | BRM            | 39     | Ongeluk               | 9    |        |
| NF   | 23  | Mike Hawthorn                          | BRM            | 24     | Transmissie           | 3    |        |
| NF   | 27  | Louis Rosier                           | Maserati       | 23     | Elektrisch probleem   | 27   |        |
| NF   | 29  | Bruce Halford                          | Maserati       | 22     | Motor                 | 20   |        |
| NF   | 12  | Umberto Maglioli                       | Maserati       | 21     | Versnellingsbak       | 24   |        |
| NF   | 19  | Archie Scott-Brown                     | Connaught-Alta | 16     | Transmissie           | 10   |        |
| NF   | 32  | Paul Emery                             | Emeryson-Alta  | 12     | Ontsteking            | 23   |        |
| NF   | 30  | Jack Brabham                           | Maserati       | 3      | Motor                 | 28   |        |
| NF   | 25  | Ron Flockhart                          | BRM            | 2      | Motor                 | 17   |        |
| NF   | 18  | José Froilán González                  | Vanwall        | 0      | Transmissie           | 6    |        |

## Noot
- Dit was het debuut voor de Britse coureurs Archie Scott Brown, Desmond Titterington, Bruce Halford en Paul Emery.
- Dit was de vijfde Grand Prix-start voor een Spaanse coureur en voor een Australische coureur.
- Dit was de vijfde snelste ronde voor Stirling Moss en voor een Britse coureur.
- Eerste podiumplaats voor Alfonso de Portago en voor een Spaanse coureur.

1926 · 1927 · 1948 · 1949 · 1950 · 1951 · 1952 · 1953 · 1954 · 1955 · 1956 · 1957 · 1958 · 1959 · 1960 · 1961 · 1962 · 1963 · 1964 · 1965 · 1966 · 1967 · 1968 · 1969 · 1970 · 1971 · 1972 · 1973 · 1974 · 1975 · 1976 · 1977 · 1978 · 1979 · 1980 · 1981 · 1982 · 1983 · 1984 · 1985 · 1986 · 1987 · 1988 · 1989 · 1990 · 1991 · 1992 · 1993 · 1994 · 1995 · 1996 · 1997 · 1998 · 1999 · 2000 · 2001 · 2002 · 2003 · 2004 · 2005 · 2006 · 2007 · 2008 · 2009 · 2010 · 2011 · 2012 · 2013 · 2014 · 2015 · 2016 · 2017 · 2018 · 2019 · 2020 · 2021 · 2022 · 2023 · 2024 · 2025 · 2026 · 2027 · 2028 · 2029 · 2030 · 2031 · 2032 · 2033 · 2034